# Češko Selo
Češko Selo (cyr. Чешко Село, czes. Ablián) – wieś w Serbii, w Wojwodinie, w okręgu południowobanackim, w gminie Bela Crkva. W 2011 roku liczyła 40 mieszkańców. Jest to jedyna miejscowość w Wojwodinie, w której Czesi są większością.